# Stormbugt
Het Stormbugt is een baai in Nationaal park Noordoost-Groenland in het oosten van Groenland.

## Geografie
De baai ligt in het uiterste noordoosten van de Dove Bugt. Aan de westzijde is ze met de Dove Bugt verbonden, terwijl aan de oostzijde de Øresund en Lille Bælt de baai verbinden met de Groenlandzee.
In het noorden wordt de baai begrensd door het Germanialand, in het oosten door het eilandje Lille Koldewey en in het zuiden door Store Koldewey.
De baai heeft een breedte van meer dan negen kilometer.